# Saison 2 de Mr Selfridge
Chronologie
Saison 1 Saison 3
Cet article présente les épisodes de la deuxième saison de la série télévisée britannique Mr Selfridge.

## Époque
Cette saison se déroule sur la période s'étendant de juin à novembre 1914.

## Distribution de la saison

### Acteurs principaux
- Jeremy Piven : Harry Gordon Selfridge
- Frances O'Connor : Rose Selfridge
- Ron Cook : Arthur Crabb
- Tom Goodman-Hill : Roger Grove
- Amanda Abbington : Josie Mardle
- Trystan Gravelle : Victor Colleano
- Amy Beth Hayes : Kitty Hawkins
- Samuel West : Frank Edwards
- Aisling Loftus : Agnes Towler
- Grégory Fitoussi : Henri Leclair
- Cal MacAninch : M. Thackeray
- Katherine Kelly : Lady Mae Loxley
- Aidan McArdle : Lord Loxley
- Polly Walker : Delphine Day

### Acteurs récurrents
- Kika Markham : Lois Selfridge
- Greg Austin : Gordon Selfridge
- Poppy Lee Friar : Rosalie Selfridge
- Millie Brady : Violette Selfridge
- Alana Boden : Beatrice Selfridge
- Amy Morgan : Grace Calthorpe
- Calum Callaghan : George Towler
- Deborah Cornelius : Miss Blenkinsop
- Lauren Crace : Doris Millar
- Sasie Shimmin : Miss Plunkett
- Ria Zimotrowicz : Sarah Ellis
- Sai Bennett : Jessie Pertree
- Sean Teale : Franco Colleano
- Malcolm Rennie : Fraser
- Raymond Coulthard : Lord Miles Edgerton
- Oliver Farnworth : Florian Dupont
- Amanda Lawrence : Jane Pimble

### Acteurs invités
- Anthony Howell : Jean Neuhaus
- Alfie Boe : Richard Chapman
- Joseph Beattie : Mack Sennett
- Sara Stewart : Winifred Bonfils Black

## Épisodes

### Épisode 1:Loin des yeux, près du cœur
- Royaume-Uni : 19 janvier 2014 sur ITV
- France : 
  -  ? sur OCS Max
  -  ? sur Chérie 25
- Québec : ? sur Radio-Canada

- Royaume-Uni : 6,76 millions de téléspectateurs

### Épisode 2:Au bord de l’abîme
- Royaume-Uni : 26 janvier 2014 sur ITV
- France : 
  -  ? sur OCS Max
  -  ? sur Chérie 25
- Québec : ? sur Radio-Canada

- Royaume-Uni : 5,73 millions de téléspectateurs

### Épisode 3:L'Empire sur le pied de guerre
- Royaume-Uni : 2 février 2014 sur ITV
- France : 
  -  ? sur OCS Max
  -  ? sur Chérie 25
- Québec : ? sur Radio-Canada

- Royaume-Uni : 5,43 millions de téléspectateurs

### Épisode 4:Guerre et Chocolat
- Royaume-Uni : 9 février 2014 sur ITV
- France : 
  -  ? sur OCS Max
  -  ? sur Chérie 25
- Québec : ? sur Radio-Canada

- Royaume-Uni : 5,57 millions de téléspectateurs

### Épisode 5:Extinction des feux
- Royaume-Uni : 16 février 2014 sur ITV
- France : 
  -  ? sur OCS Max
  -  ? sur Chérie 25
- Québec : ? sur Radio-Canada

- Royaume-Uni : 5,17 millions de téléspectateurs

### Épisode 6:Un petit air innocent
- Royaume-Uni : 23 février 2014 sur ITV
- France : 
  -  ? sur OCS Max
  -  ? sur Chérie 25
- Québec : ? sur Radio-Canada

- Royaume-Uni : 5,19 millions de téléspectateurs

### Épisode 7:Scandale
- Royaume-Uni : 2 mars 2014 sur ITV
- France : 
  -  ? sur OCS Max
  -  ? sur Chérie 25
- Québec : ? sur Radio-Canada

- Royaume-Uni : 5,22 millions de téléspectateurs

### Épisode 8:Le Producteur de rêves
- Royaume-Uni : 9 mars 2014 sur ITV
- France : 
  -  ? sur OCS Max
  -  ? sur Chérie 25
- Québec : ? sur Radio-Canada

- Royaume-Uni : 5,19 millions de téléspectateurs

### Épisode 9:Le Pouvoir des mots
- Royaume-Uni : 16 mars 2014 sur ITV
- France : 
  -  ? sur OCS Max
  -  ? sur Chérie 25
- Québec : ? sur Radio-Canada

- Royaume-Uni : 5,01 millions de téléspectateurs

### Épisode 10:Thanksgiving
- Royaume-Uni : 23 mars 2014 sur ITV
- France : 
  -  ? sur OCS Max
  -  ? sur Chérie 25
- Québec : ? sur Radio-Canada

- Royaume-Uni : 5,23 millions de téléspectateurs